# Déjà vu live
Déjà vu live is een muziekalbum van Crosby, Stills, Nash & Young uit 2008.
Het is een livealbum met een naam die verwijst naar het eerste album dat dit viertal 38 jaar eerder als eerste samen uitbracht, getiteld Déjà vu (1970). Klassiekers die op beide albums voorkomen, zijn Déjà vu en Teach your children. Verder stammen For what it's worth en Wooden ships uit eerdere jaren in andere samenstellingen.
Dat veel nummers afkomstig zijn van Youngs album Living with war (2006) is geen toeval. Young had met dit album en zijn gelijknamige film al een geluid tegen president George Bush jr. laten horen, bijvoorbeeld onomwonden tot uiting bracht in het nummer Let's impeach the president.
De opnames voor het album van dit viertal stamt eveneens uit 2006, toen de andere drie zich bij Young voegden om hem in zijn campagne te steunen. Deze optredens vormden samen de Freedom of Speech-tournee.
Het album haalde lage noteringen in de hitlijsten van Amerika en Duitsland, en bereikte de Nederlandse en Belgische hitlijsten niet.

## Nummers
| Nr. | naam                        | geschreven door                              | duur |
| --- | --------------------------- | -------------------------------------------- | ---- |
| A1  | What are their names?       | David Crosby                                 | 2:29 |
| A2  | Living with war             | Neil Young                                   | 3:25 |
| A3  | After the garden            | Neil Young                                   | 3:42 |
| A4  | Military madness            | Graham Nash                                  | 4:02 |
| A5  | Let's impeach the president | Neil Young                                   | 5:44 |
| B1  | Déjà vu                     | David Crosby                                 | 7:15 |
| B2  | Shock and awe               | Neil Young                                   | 5:09 |
| B3  | Families                    | Neil Young                                   | 2:58 |
| C1  | Wooden ships                | David Crosby, Paul Kantner en Stephen Stills | 8:18 |
| C2  | Looking for a leader        | Neil Young                                   | 3:56 |
| C3  | For what it's worth         | Richie Furay en Stephen Stills               | 4:50 |
| D1  | Living with war             | Neil Young                                   | 5:25 |
| D2  | Roger and out               | Neil Young                                   | 5:37 |
| D3  | Find the cost of freedom    | Stephen Stills                               | 3:56 |
| D4  | Teach your children         | Graham Nash                                  | 3:21 |
| D5  | Living with war-theme       | Neil Young                                   | 3:01 |

David Crosby · Stephen Stills · Graham Nash · Neil Young